# Brixtofte-sagen
Brixtofte-sagen (også kendt som Brixtofteskandalen eller Farumsagen) er en omfattende sag fra Farum Kommune, hvor borgmester Peter Brixtofte (tidligere V) var anklaget for i en årrække groft at have misbrugt kommunale midler, misrøgtet kommunens økonomi og gennemført forskellige ulovlige tiltag. Sagen kom til offentlighedens kendskab i foråret 2002 i form af en række artikler i de trykte medier og udsendelser i radio og tv. I første omgang rejstes sagen i en artikelserie i dagbladet B.T. i februar 2002.
Sagen medførte i første omgang, at Peter Brixtofte måtte gå af som borgmester, og at han blev ekskluderet af Venstres folketingsgruppe og partiet Venstre. Hans parlamentariske immunitet blev ophævet, og politiet rejste en straffesag mod ham. Sagen har desuden haft konsekvenser for en række menige byrådsmedlemmer og ledende embedsmænd i den daværende Farum Kommune.
I tilslutning til sagen medførte en gennemgang af kommunens økonomi, at kommunen blev sat under økonomisk administration af Indenrigsministeriet. Der blev udarbejdet en økonomisk genopretningsplan, og byens borgere måtte acceptere højere skatter og bortfald af kommunale tilbud til borgerne.

## B.T.s afsløringer
Første artikel var på forsiden af B.T. den 6. februar 2002 med overskriften "Drak for 150.000 på et døgn" og omhandlede, at Peter Brixtofte havde et enormt forbrug af dyr rødvin på skatteydernes regning, og at han angiveligt drev organiseret fup med regningerne fra Restaurant Sepp – en restaurant drevet af Farum Boldklub A/S, som han selv var aktionær i. B.T. fremlagde kopier af en række fakturaer, som syntes at vise, at borgmesteren havde forsøgt at dække over det massive forbrug ved at attestere dem som kommunale »dagmødearrangementer«, når de blev fremsendt til betaling af kommunen. En regning på 63.027 kr. – hvoraf de 61.440 kr. var indkøb af otte flasker vin til borgmesteren og fire af hans gæster – blev f.eks. anført at dække over »30 dagmødearrangementer«.
B.T. havde forberedt flere afsløringer. Allerede dagen efter, 7. februar, beskrev avisen en sag om kommunens køb af en ejendom, Rørmosegaard, af én af borgmesterens nære "venner". Sagen går her på, at borgmesteren uden grund havde givet ordre til, at kommunen skulle betale købesummen på 32,5 mill. kr. en dag for sent, således at sælger fik udbetalt en check på kr. 325.000 som rente ved for sen betaling.
I løbet af affærens anden dag anmeldes Peter Brixtofte til politiet, først af Borgerlisten i Farum, og derefter af byrådsmedlemmet Helene Lund fra Socialistisk Folkeparti. Borgmesteren erklærede, at der er tale om en politisk hetz og meddelte, at han tog orlov fra borgmesterposten i Farum og fra Folketinget i 3 måneder, men at han derefter vil vende tilbage til sine poster. Politiet afhørte i løbet af aftenen kommunens tidligere tekniske direktør, Jørn Frederiksen, om Rørmosegård-købet og beslaglægger papirerne om købet.
Den tredje dag, 8. februar, blev det afsløret, at Farum Kommune havde betalt en overpris for de pensionistrejser, man havde købt hos rejsebureauet Alletiders Rejser, og at denne overpris dækkede over et sponsorat på 500.000 kr. til fodboldklubben, som rejsebureauet havde tegnet. Juridiske eksperter udtalte til B.T., at dette syntes at være mandatsvig over for kommunen. Rejsebureauets nytiltrådte direktør, Peter Kisbye, havde opdaget sammenhængen og havde derfor straks opsagt aftalen med Farum Kommune.
Der rejses kritik i offentligheden af, at politiet ikke fandt anledning til at reagere på de modtagne anmeldelser og afsløringer.
Det viste sig dagen efter, at Peter Brixtoftes sekretariatschef, Steen Gensmann, sent om aftenen den 7. februar havde fjernet flere hyldemeter med dokumenter om kommunens handel af grunde fra Jørn Frederiksens kontor på Farum Hovedgade. Papirerne om Rørmosegård-handelen var dog som nævnt allerede beslaglagt. B.T. kunne senere berette, at det var i forbindelse med et møde i Venstres gruppe, at det blev besluttet at bede ham hente papirerne. Jørn Frederiksen troede, at der var sket et indbrud, og meldte sagen til politiet.

## Politiets indgriben og det videre forløb

### Ransagning
Den 9. februar om aftenen foretog politiet ransagning på Farum Rådhus og på adskillige privatadresser, herunder hos Peter Brixtofte og ved kommunaldirektør Leif Frimand Jensen, og beslaglagde pc-er og en betragtelig mængde dokumenter.
Peter Brixtofte afbrød efter kun 5 dage sin varslede 3-måneders orlov som borgmester.

### Yderligere afsløringer
Sagen fik øjeblikkeligt højeste prioritet i pressen og de efterfølgende uger kom der næsten dagligt nye afsløringer på baggrund af nye udsagn fra vidner og gennemgang af regninger og bilag i kommunen.
I tilknytning hertil fremkom der oplysninger, som tydede på andre alvorlige forhold omkring kommunens administration. Bl.a. at borgmesteren skulle have optaget lån uden om byrådet og ulovligt have sammenblandet kommunens økonomi med økonomien i det private selskab Farum Boldklub A/S ved at lade kommunen lønne medarbejdere, som udførte arbejde for det private selskab. Man mente også at kunne konstatere, at også andre firmaer havde fået for høj betaling for arbejde udført for kommunen mod til gengæld at tegne sig som sponsorer for boldklubben.

## Sagens eftervirkninger
Bagmandspolitiet rejste i første omgang tiltale mod Peter Brixtofte for de tre forhold, som B.T. indledningsvis havde rejst.
Det viste sig ved en gennemgang af kommunens økonomi, at denne ikke overholdt de regler for likviditeten, som er gældende. Kommunen blev derfor den 19. februar sat under økonomisk administration af Indenrigsministeriet og pålagt at gennemføre en kraftig sanering af økonomien i form af nedskæringer og skatteforhøjelser.
Den 20. marts besluttede kommunalbestyrelsen at suspendere Peter Brixtofte som borgmester. Han fratrådte den 13. maj umiddelbart inden, suspensionen ville være trådt i kraft, og trak sig samtidig ud af byrådet. Den 14. maj ekskluderedes han af Venstres folketingsgruppe og fortsatte som løsgænger i Folketinget. 5. juni besluttede bestyrelsen for Venstres forening i Farum at ekskludere ham fra den lokale partiforening.
Tilsynsrådet i Frederiksborg Amt greb undervejs ind i flere tilfælde og pålagde eller varslede dagbøder til byrådsmedlemmerne, når kommunen ikke efterkom anmodninger om aktindsigt eller om udlevering af dokumenter til tilsynsrådet. Ligeledes bad rådet politiet overveje at rejse sigtelse mod Peter Brixtofte for at have løjet over for tilsynsmyndighederne.
Tilsynsrådet havde også haft opmærksomheden rettet mod byrådets øvrige medlemmer i anledning af, at disse tilsyneladende ikke har krævet og modtaget tilstrækkelige oplysninger om kommunens økonomiske situation. 18 ud af 19 byrådsmedlemmer blev i denne anledning pålagt bøder for svigt i embedsførelsen, hvilket de 6 accepterede, mens 12 undladte at betale og ønskede dom i sagen. Retten i Hillerød frifandt den 27. november 2007 de 12 medlemmer. En række byrådsmedlemmer og embedsmænd blev pålagt at tilbagebetale beløb, som de uretmæssigt havde ladet Farum Kommune betale.
Brixtoftes manglende styring af økonomien anslås at have kostet kommunen hundredvis af millioner kroner. Forholdet har derfor også haft stor betydning i forbindelse med strukturreformen, hvor sammenlægningen af kommunerne Farum og Værløse til Furesø Kommune har krævet særlige, økonomiske ordninger. Et bredt folketingsflertal indgik i marts 2005 en aftale, der bl.a. gav den nye kommune lov til at opretholde en forskel i kommuneskatten på 2,3 procentpoint langs den hidtidige kommunegrænse til og med 2013. Kommunen modtog et tilskud fra staten på 50 mio. kr. årligt indtil 2021 via tilskudspuljen til vanskeligt stillede kommuner i hovedstadsområdet og overdrog tillige den nedlagte Flyvestation Værløse.

## Sagsforløb
Sagen mod Peter Brixtofte blev delt i to – sponsorsagen og hovedsagen. Sponsorsagen handlede om, at Peter Brixtofte i to tilfælde skaffede sponsorater til sportsklubber i Farum ved at tilbyde overpriser på ydelser leveret af sponsorerne til kommunen. I det ene tilfælde fik Farum Boldklub et sponsorat på 500.000 kr. fra Alletiders Rejser. Rejsebureauet solgte i 2001 og 2002 rejser til kommunen, der sendte pensionister på ferie på Gran Canaria, og kommunens modydelse for sponsoratet var en overpris på 500 kr. pr. rejse. I den anden del af sponsorsagen fik entreprenørfirmaet Skanska en overpris på ni millioner kroner for at renovere Stavnsholthallen (også kaldt Farum Arena) mod at indgå en sponsoraftale på ti millioner kroner med håndboldklubben Ajax Farum.
I hovedsagen blev Peter Brixtofte og Leif Frimand tiltalt for grov mandatsvig og embedsmisbrug i sager om optagelse af lån, misbrug af repræsentationskonti, overskridelser af budgetter mm.
I sponsorsagen blev Peter Brixtofte idømt to års ubetinget fængsel den 20. juni 2006, en dom der 8. februar 2007 blev stadfæstet af Østre Landsret og 15. april 2008 af Højesteret.
Den 10. april 2007 faldt der dom i hovedsagen – her blev Peter Brixtofte idømt yderligere to års ubetinget fængsel. Leif Frimand fik ligeledes to års fængsel, der dog blev gjort betinget af hensyn til tiltaltes helbred. Peter Brixtofte ankede til landsretten, der afsagde dom i sagen i sommeren 2009.
Den 6. august 2008 indledte Peter Brixtofte sin afsoning på to års fængsel i Horserød Statsfængsel.
Den 6. august 2010 indledte Peter Brixtofte sit andet ophold i Horserød Statsfængsel.
Den 16. maj 2011 blev Peter Brixtofte prøveløsladt. Indtil 16. august skulle han på hverdage sove på en udslusningsinstitution i Lyngby. Fra 16. august til 16. december skulle han udføre samfundstjeneste på Helsinge Lokalhistoriske Arkiv.
Peter Brixtofte døde den 8. november 2016.